# ماريا روي
ماريا روي (بالإنجليزية: Maria Roy)‏ هي ممثلة هندية، ولدت في 7 نوفمبر 1987 في كوتايام في الهند.

## وصلات خارجية
- ماريا روي على موقع IMDb (الإنجليزية)